# Bryn Hargreaves
Pour les articles homonymes, voir Hargreaves.

a Compétitions nationales et continentales officielles uniquement.

Bryn Hargreaves, né le 14 novembre 1985 à Wigan (Angleterre), disparu le 16 janvier 2022 et découvert mort le 20 mars 2023 en Virginie-Occidentale plus d'un an après sa disparition à Cheat Lake (Virginie-Occidentale), est un joueur de rugby à XIII anglais évoluant au poste de pilier ou de deuxième ligne dans les années 2000 et 2010. 
Il fait ses débuts professionnels aux Wigan Warriors lors de la saison 2004. Après trois saisons à Wigan, il rejoint les rangs de St Helens RLFC à partir de la saison 2007, il y dispute la finale de la Super League en 2008 et 2009, perdues par St Helens.